# André Leroux (peintre)
Pour les articles homonymes, voir André Leroux et Leroux.
André Leroux né à Paris (14e) le 26 octobre 1911 et mort à Nogent-sur-Marne le 10 juin 1997, est un peintre français.

## Biographie
André Leroux est né en 1911 à Paris. Il est le fils du peintre Auguste Leroux (1871-1954), et de son épouse Clotilde Morel, son oncle paternel Georges Paul Leroux est également peintre.

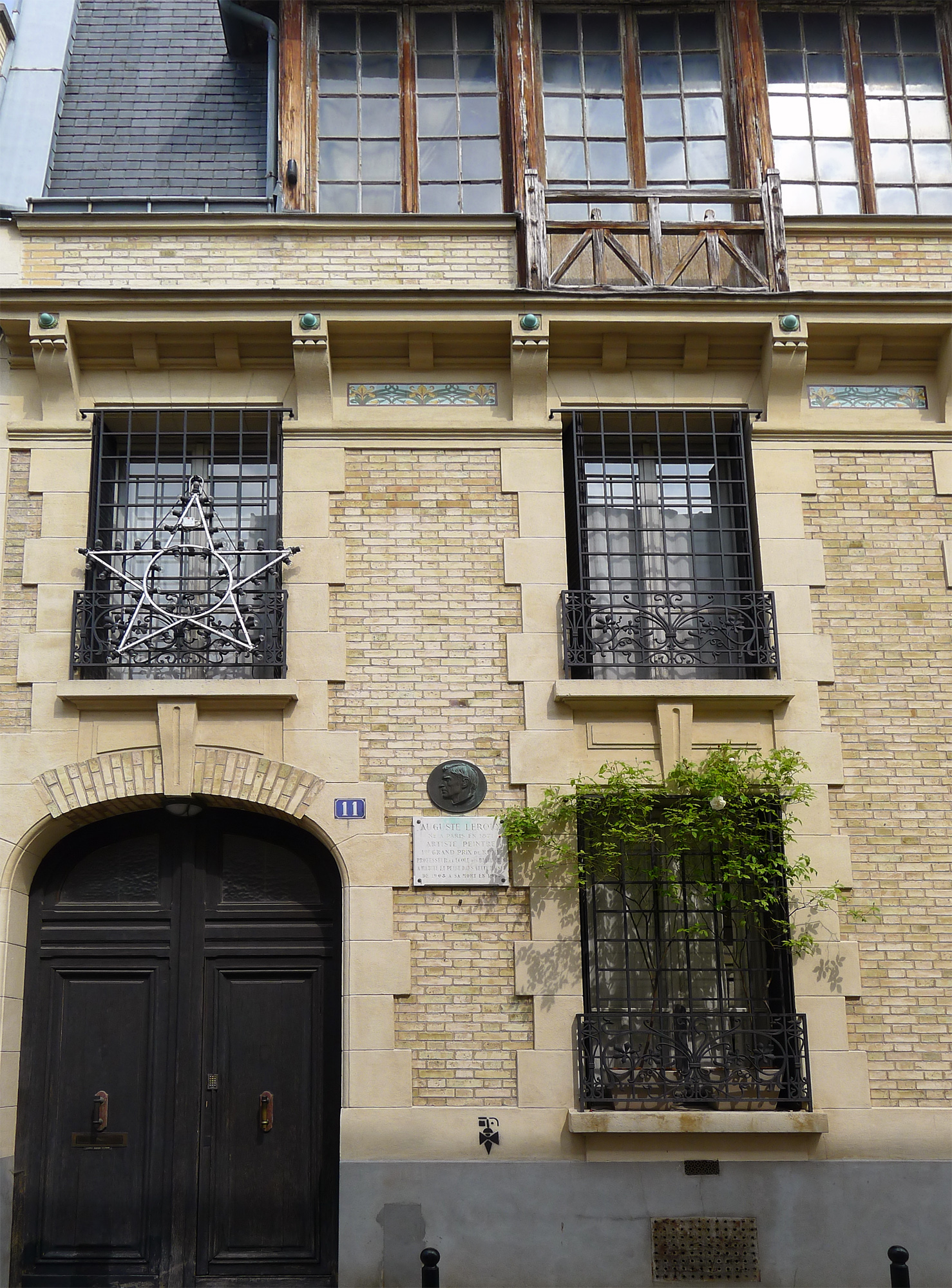
Façade de la maison du 11, villa d'Alésia à Paris.

Il passe sa jeunesse au 11, villa d'Alésia à Paris dans le 14e arrondissement, quartier alors habité par de nombreux artistes. Le dernier étage de la maison, recouvert d'une importante verrière, devient son atelier. Il y vivra jusqu'à la fin de la vie de son père, entouré de sa mère et de ses sœurs, Magdalena Leroux De Pérez Comendador, née Madeleine Leroux (Paris, 1902-Hervás, 1984), et Lucienne Leroux (1903-1981).
André Leroux est d'abord l'élève de son père. Il est reçu premier, en 1929, au concours d’admission de l’École des beaux-arts de Paris où il devient élève de Jean-Pierre Laurens, Paul Albert Laurens (1870-1934) et Louis Roger (1874-1953). En 1931, L’Éternelle Épopée, lui vaut les félicitations du président Albert Lebrun. Il obtient le prix Leguay-Lebrun de l’Institut de France et la grande médaille d’or.
Peintre de figure et d’histoire, de natures mortes (Bouquet de pivoines , 1968, portraitiste (Antonio Madrid, 1946 ; Portrait de Manuela del Rio, 1947, son classicisme et son romantisme (Sérénité, 1930, Hamlet et Horacio, 1939, le situent bien à part dans son époque. Notons parmi ses œuvres majeures : David vainqueur de Goliath, 1932 ; Le Christ au Sépulcre, 1933; Ophélie, 1934 ; Vers la lumière, 1936 ; Fantôme de Gloire, 1938 d’après un poème d'Alphonse de Lamartine. Il réalise des dessins au fusain, dont Nu allongé.
Il expose presque chaque année au Salon des artistes français. il est nommé professeur à l’École des beaux-arts de Paris.
Il meurt en 1997 à Nogent-sur-Marne. Son atelier est dispersé en 2000 par l'étude Berlinghi et Lucien à Nogent-sur-Marne et en 2001 par l'étude Chochon à Paris.

## Expositions
- Exposition André-Leroux, Un peintre romantique contemporain, galerie Vendôme, 12, rue de la Paix à Paris, du 9 au 31 décembre 1965.
- Salon des artistes français[4].

## Distinctions
Il remporte une médaille d'or et le prix Leguay-Lebrun de l'Institut de France.